# Mentzelia librina
Mentzelia librina là một loài thực vật có hoa trong họ Loasaceae. Loài này được (K.H. Thorne & F.J. Sm.) J.J. Schenk & L. Hufford mô tả khoa học đầu tiên năm 2009.